# The Gardeners' Chronicle, new series
The Gardeners' Chronicle, new series (abreviado Gard. Chron., n.s.) es una revista ilustrada con descripciones botánicas que es editada en Londres. Se publicaron 26 números en los años 1874-1886. Fue precedida por The Gardeners' Chronicle & Agricultural Gazette y sustituida por The Gardeners' Chronicle, ser. 3.